# Papa Formoso
O Papa Formoso (Óstia, Itália, c. 816 – Roma, 4 de abril de 896) foi bispo de Roma e governante dos Estados Pontifícios de 6 de outubro de 891 até sua morte em 4 de abril de 896. Seu reinado como papa foi conturbado, marcado por intervenções em disputas de poder sobre o Patriarcado de Constantinopla, o Reino da Frância Ocidental e o Sacro Império Romano-Germânico. Por ter ficado do lado de Arnulfo da Caríntia contra Lamberto de Espoleto, os restos mortais de Formoso foram exumados e julgados no Sínodo dos Cadáveres. Vários de seus sucessores imediatos estavam preocupados principalmente com o controverso legado de seu pontificado.

## Início da carreira
Provavelmente natural de Roma, Formoso nasceu por volta de 816. Tornou-se cardeal bispo de Porto (delimitação eclesiástica assim nomeada a partir de um antigo porto vizinho à cidade de Roma) em 864. Dois anos depois, o Papa Nicolau I nomeou-o legado para a Bulgária (866). Ele também realizou missões diplomáticas na França (869 e 872).
Após a morte de Luís II da Itália em 875, os nobres elegeram seu tio Carlos, o Calvo, para ser o novo imperador. Formoso transmitiu o convite do Papa João VIII para que Carlos viesse a Roma para ser coroado. Carlos tomou a coroa em Pavia e recebeu a insígnia imperial em Roma em 29 de dezembro. Os partidários do outro tio de Luís, Luís, o Alemão, ou da viúva de Luís, Engelberga, se opuseram à coroação. Temendo represálias políticas, muitos deles deixaram Roma sub-repticiamente. Formoso fugiu para Tours depois de espoliar os claustros em Roma. Em 19 de abril, João VIII convocou um sínodo que ordenou que Formoso e outros oficiais papais retornassem a Roma. Quando Formoso não obedeceu, ele foi removido das fileiras do clero e excomungado sob a alegação de que ele havia abandonado sua diocese sem permissão papal, e tinha aspirado ao cargo de arcebispo da Bulgária. Acusações adicionais incluíam as acusações de que ele havia se oposto ao imperador; "conspirou com certos homens e mulheres iníquos para a destruição da Sé Papal"; e tinha espoliado os claustros em Roma. A condenação de Formoso e outros foi anunciada em julho de 876. Em 878, a sentença de excomunhão foi retirada depois que ele prometeu nunca mais voltar a Roma ou exercer suas funções sacerdotais.
Em 867, enquanto Formoso servia como legado para a corte búlgara, Bóris I pediu que ele fosse nomeado arcebispo da Bulgária. Como os cânones proibiam um bispo de mudar de sede, o pedido foi negado. Já em 872 foi candidato ao papado; Johann Peter Kirsch sugere que o papa pode ter visto o cardeal como um potencial rival. Em 883, o sucessor de João VIII, Marino I, restaurou Formoso à sua diocese suburbicária de Porto. Após os reinados de Marino, Adriano III (884-885) e Estêvão V (885-891), Formoso foi eleito papa por unanimidade em 6 de outubro de 891.

## Papado

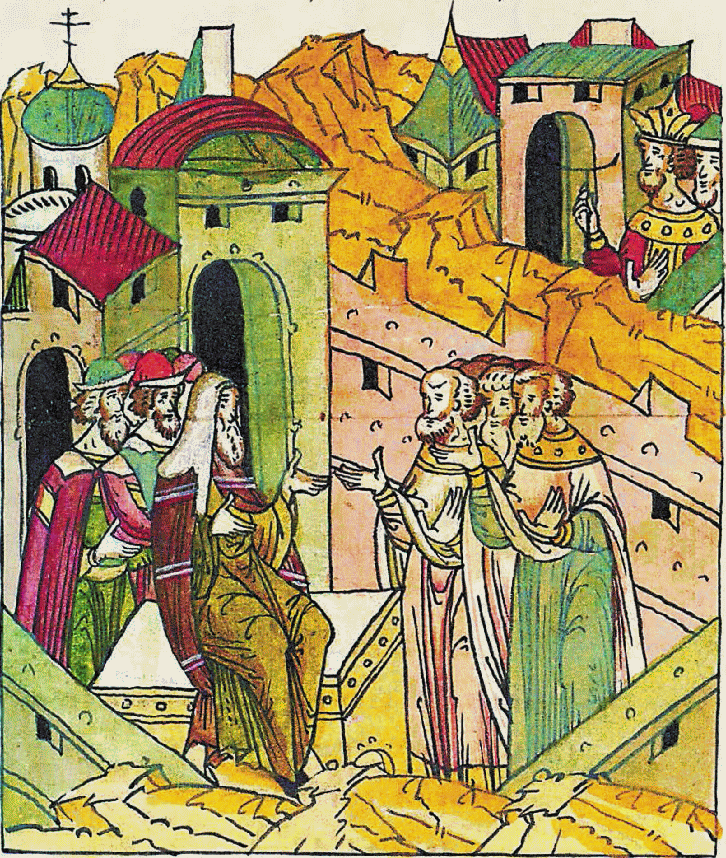
Uma representação do século 16 do Papado de Formoso, da Crônica Facial

Pouco depois de sua eleição, Formoso foi convidado a intervir no Patriarcado de Constantinopla, onde Fócio I havia sido expulso e Estêvão I, filho do imperador Basílio I, havia assumido o cargo. Formoso se recusou a reintegrar aqueles que haviam sido ordenados por Fócio, já que seu antecessor, Estêvão V, havia anulado todas as ordenações de Fócio. No entanto, os bispos orientais decidiram reconhecer as ordenações de Fócio. Formoso também mergulhou imediatamente na disputa entre Odo de Paris e Carlos, o Simples, pelo trono francês. Ao lado de Carlos, Formoso exortou Odo a ceder o trono a Carlos, sem sucesso.
Formoso estava profundamente desconfiado de Guy III de Spoleto, o imperador reinante, e começou a procurar apoio contra ele. Para reforçar sua posição, Guy forçou Formoso a coroar seu filho Lambert como co-imperador em abril de 892. No ano seguinte, no entanto, Formoso convenceu Arnulfo da Caríntia a avançar para Roma e libertar a Itália do controle de Guy. Em 894, o exército de Arnulfo ocupou todo o país ao norte do rio Pó. Guy morreu em dezembro, deixando seu filho Lambert aos cuidados de sua mãe, Agiltrude, uma oponente dos carolíngios. No outono de 895, Arnulfo empreendeu sua segunda campanha italiana, progredindo para Roma em fevereiro e tomando a cidade de Agiltrude pela força em 21 de fevereiro. No dia seguinte, Formoso coroou Arnulfo como imperador na Basílica de São Pedro. O novo imperador moveu-se contra Espoleto, mas foi atingido pela paralisia no caminho e foi incapaz de continuar a campanha.
Durante seu papado, Formoso também teve que lidar com os sarracenos, que estavam atacando a Lazio. Em 4 de abril de 896, Formoso morreu. Ele foi sucedido por Bonifácio VI, cujo papado durou 15 dias.

## Legado

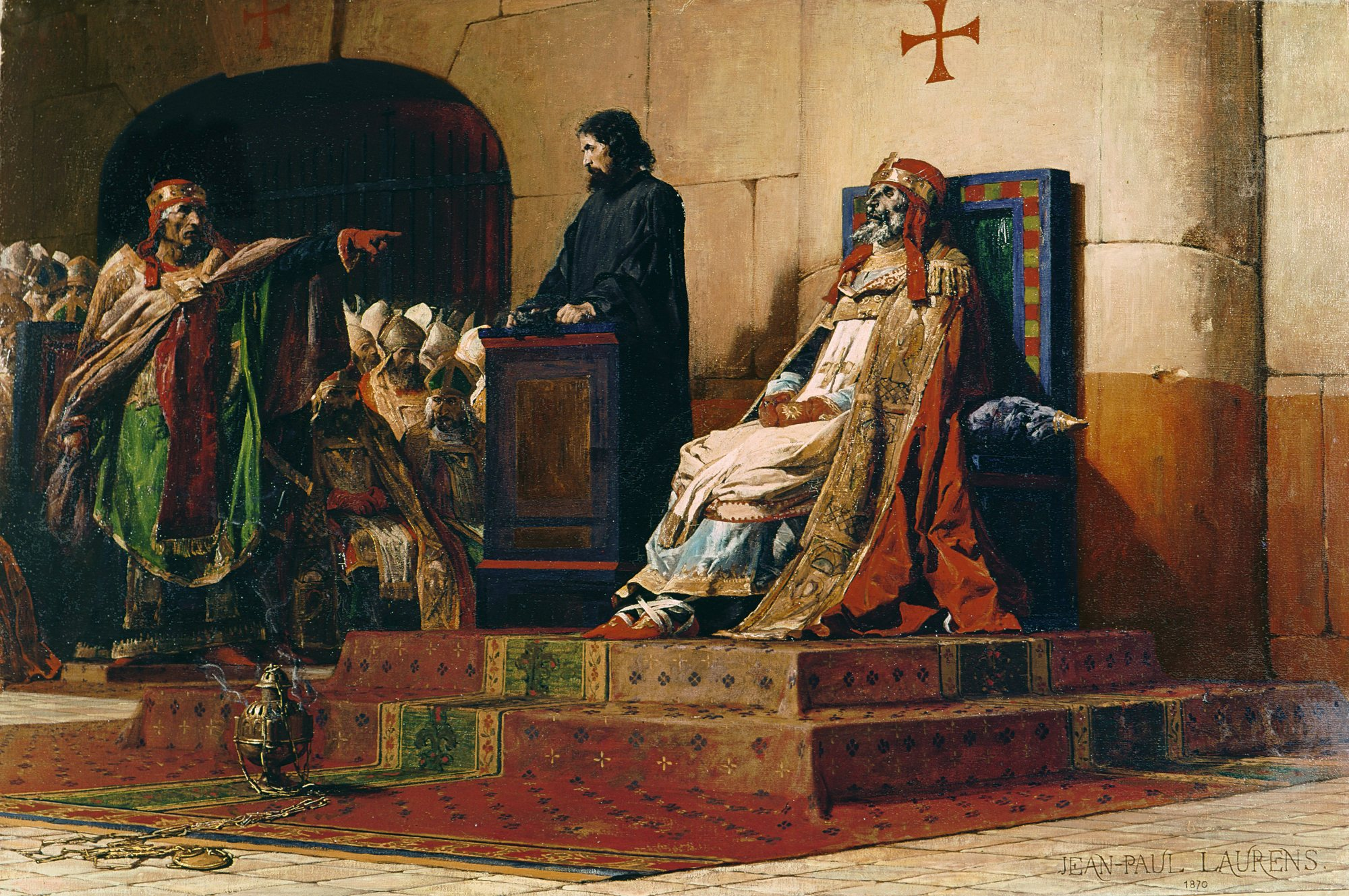
O Sínodo dos Cadáveres retratado por Jean-Paul Laurens em 1870

Estêvão VI, sucessor de Bonifácio VI, influenciado por Lamberto e Agiltrude, sentou-se no julgamento de Formoso em 897, no que é conhecido como o Sínodo dos Cadáveres. O cadáver foi desenterrado, vestido com vestes papais e sentado em um trono para enfrentar todas as acusações de João VIII. O veredicto foi de que o falecido havia sido indigno do pontificado. O damnatio memoriae foi aplicado a Formoso, todas as suas medidas e atos foram anulados, e as ordens conferidas por ele foram declaradas inválidas. As vestes papais foram arrancadas de seu corpo, os três dedos de sua mão direita que ele havia usado em bênçãos foram cortados, e o cadáver foi jogado no Tibre, mais tarde para ser recuperado por um monge.

Após a morte de Estêvão VI, o corpo de Formoso foi reenterrado na Basílica de São Pedro. Outros julgamentos dessa natureza contra pessoas falecidas foram proibidos, mas Sérgio III (904-911) reaprovou as decisões contra Formoso. Sérgio exigiu a reordenação dos bispos consagrados por Formoso, que por sua vez conferiu ordens a muitos outros clérigos, causando grande confusão. Mais tarde, a validade do pontificado de Formoso foi restabelecida. A decisão de Sérgio em relação a Formoso foi posteriormente universalmente desconsiderada pela Igreja Católica, uma vez que a condenação de Formoso tinha pouco a ver com piedade e mais a ver com política.